# 柳瀬川駅
柳瀬川駅（やなせがわえき）は、埼玉県志木市館二丁目にある、東武鉄道東上本線の駅である。駅番号はTJ 15。

## 駅構造
島式ホーム1面2線を有する地上駅。高架駅ではないが土堤上に線路が敷設されているため、ホームは駅舎から階段を昇ったところにあり、駅舎がホーム下にある。
ホームと改札口との間はエスカレーター（上りのみ）と階段で連絡している。なお、2011年3月にホームと改札口を連絡するエレベーターと多機能トイレが設置された。

### のりば
| 番線 | 路線   | 方向 | 行先     |
| ---- | ------ | ---- | -------- |
| 1    | 東上線 | 下り | 川越方面 |
| 2    | 東上線 | 上り | 池袋方面 |

- 2016年3月26日ダイヤ改正以降、日中時間帯に副都心線を発着する列車は当駅に停車しなくなっていたが、2023年3月20日ダイヤ改正により副都心線経由の東急新横浜線直通の普通列車が日中時間帯にも設定された。

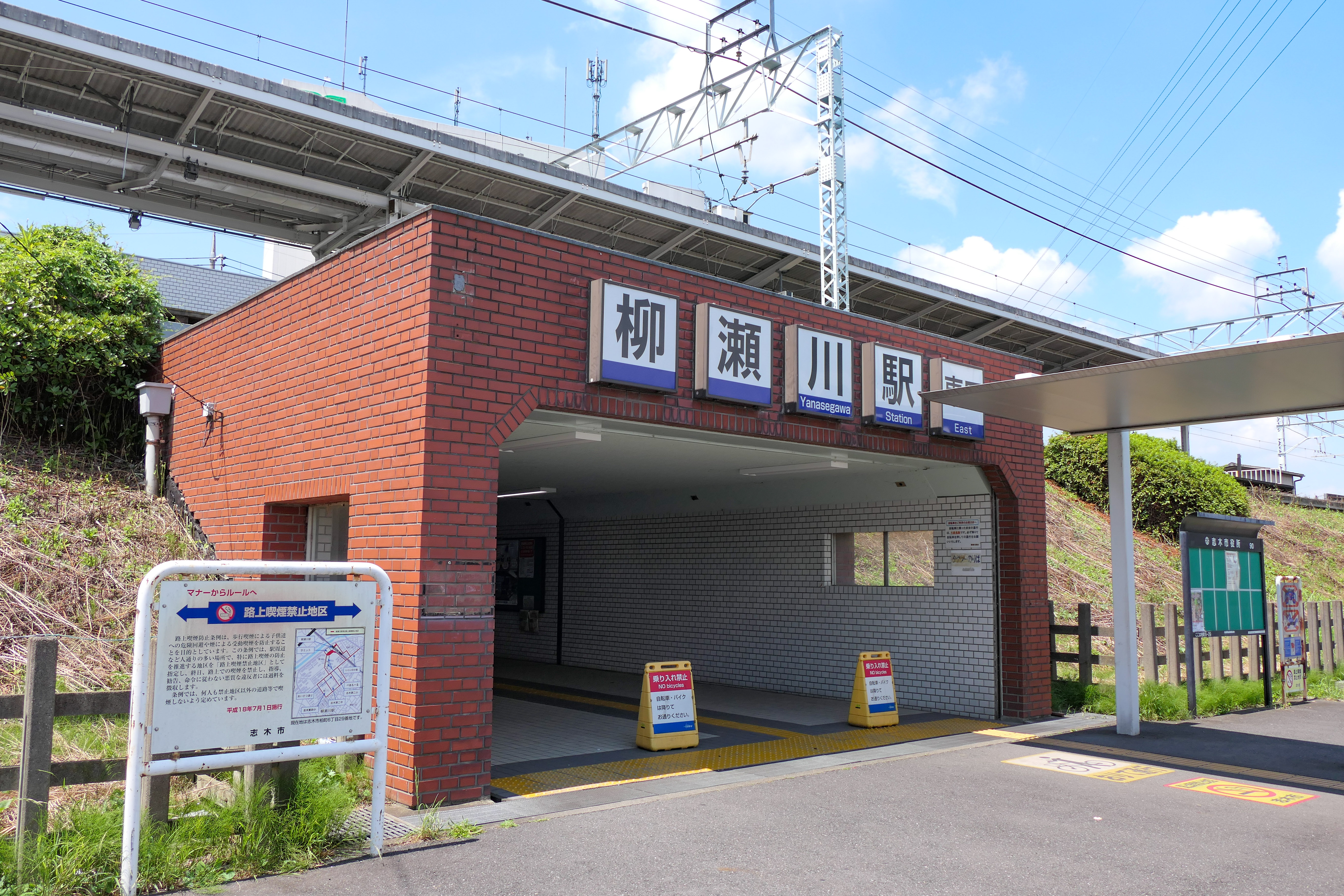
東口外観（2021年7月）
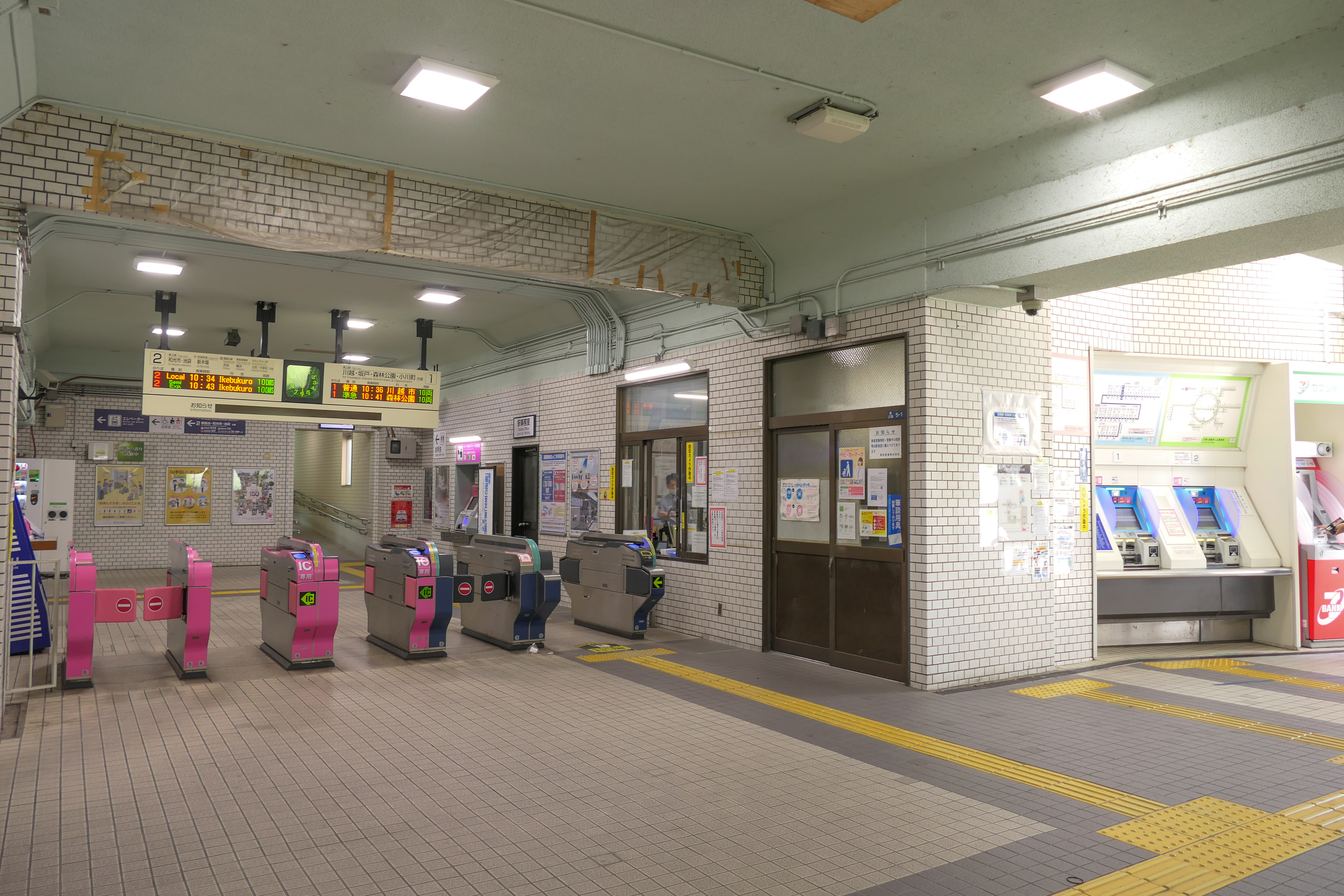
改札口・切符券売機（2021年7月）
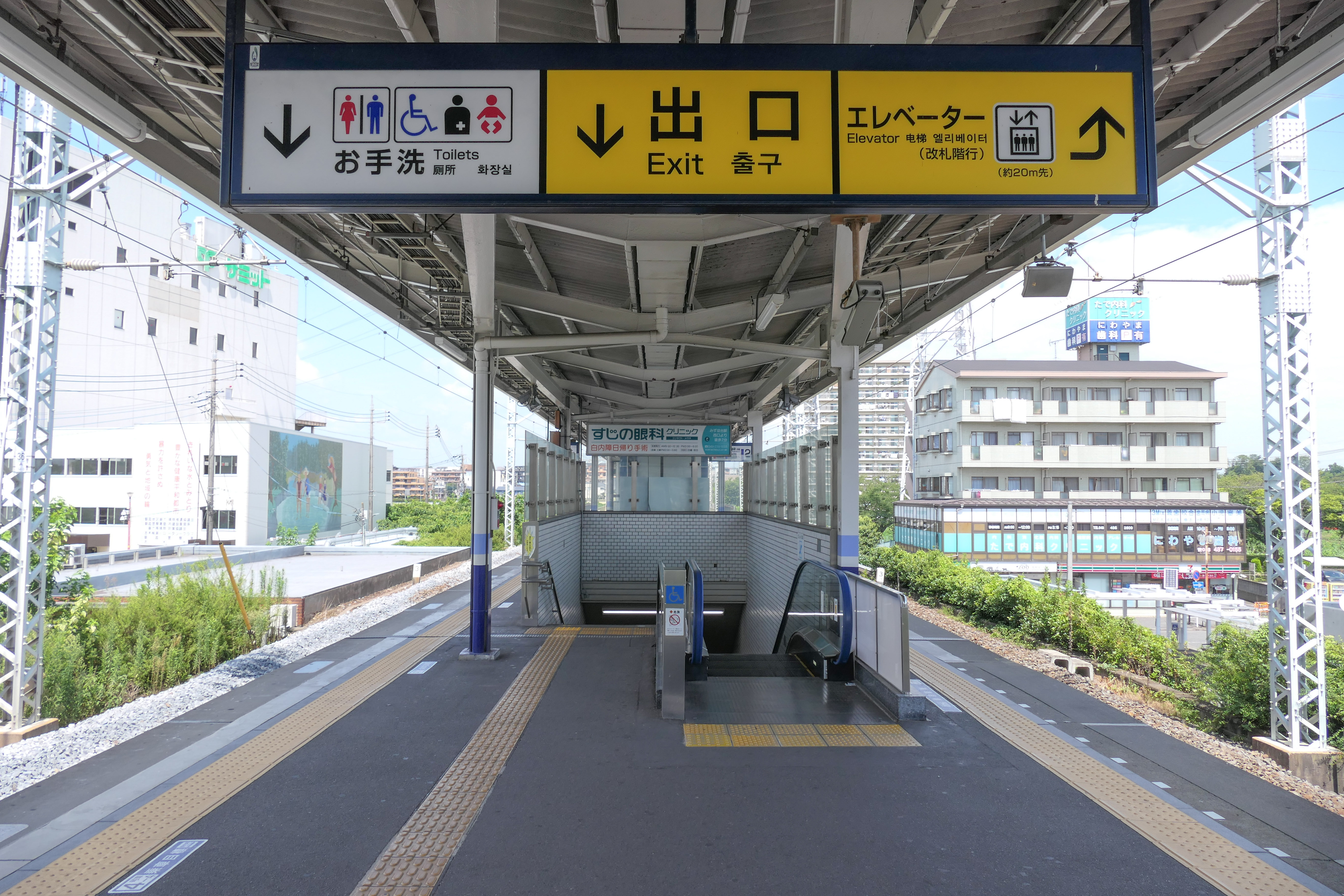
ホーム（2021年7月）

## 利用状況
2024年度の1日平均乗降人員は18,204人である。
近年の1日平均乗降・乗車人員の推移は下表のとおりである。
| 年度               | 1日平均 乗降人員 | 1日平均 乗車人員 | 出典       |
| ------------------ | ---------------- | ---------------- | ---------- |
| 1990年（平成02年） | 24,359           | 12,509           |            |
| 1991年（平成03年） | 24,778           | 12,678           |            |
| 1992年（平成04年） | 24,948           | 12,729           |            |
| 1993年（平成05年） | 25,598           | 13,087           |            |
| 1994年（平成06年） | 27,079           | 13,900           |            |
| 1995年（平成07年） | 28,797           | 14,476           |            |
| 1996年（平成08年） | 29,360           | 14,772           |            |
| 1997年（平成09年） | 29,417           | 14,800           |            |
| 1998年（平成10年） | 28,838           | 14,476           |            |
| 1999年（平成11年） | 28,042           | 14,052           | [ * 1 ]    |
| 2000年（平成12年） | 27,570           | 13,779           | [ * 2 ]    |
| 2001年（平成13年） | 25,683           | 12,890           | [ * 3 ]    |
| 2002年（平成14年） | 25,188           | 12,648           | [ * 4 ]    |
| 2003年（平成15年） | 24,258           | 12,170           | [ * 5 ]    |
| 2004年（平成16年） | 23,894           | 11,992           | [ * 6 ]    |
| 2005年（平成17年） | 23,478           | 11,789           | [ * 7 ]    |
| 2006年（平成18年） | 23,745           | 11,875           | [ * 8 ]    |
| 2007年（平成19年） | 23,525           | 11,778           | [ * 9 ]    |
| 2008年（平成20年） | 23,206           | 11,627           | [ * 10 ]   |
| 2009年（平成21年） | 22,531           | 11,295           | [ * 11 ]   |
| 2010年（平成22年） | 21,955           | 11,017           | [ * 12 ]   |
| 2011年（平成23年） | 21,303           | 10,632           | [ * 13 ]   |
| 2012年（平成24年） | 21,359           | 10,663           | [ * 14 ]   |
| 2013年（平成25年） | 21,436           | 10,711           | [ * 15 ]   |
| 2014年（平成26年） | 20,674           | 10,337           | [ * 16 ]   |
| 2015年（平成27年） | 20,772           | 10,399           | [ * 17 ]   |
| 2016年（平成28年） | 20,703           | 10,410           | [ * 18 ]   |
| 2017年（平成29年） | 20,787           | 10,453           | [ * 19 ]   |
| 2018年（平成30年） | 20,540           | 10,327           | [ * 20 ]   |
| 2019年（令和元年） | 20,264           | 10,187           | [ * 21 ]   |
| 2020年（令和02年） | 15,548           | 7,826            | [ * 22 ]   |
| 2021年（令和03年） | 16,444           | 8,163            | [ 東武 3 ] |
| 2022年（令和04年） | 17,314           | 8,719            | [ 東武 4 ] |
| 2023年（令和05年） | 17,954           | 9,041            | [ 東武 5 ] |
| 2024年（令和06年） | 18,204           | 9,166            | [ 東武 1 ] |

## 駅周辺

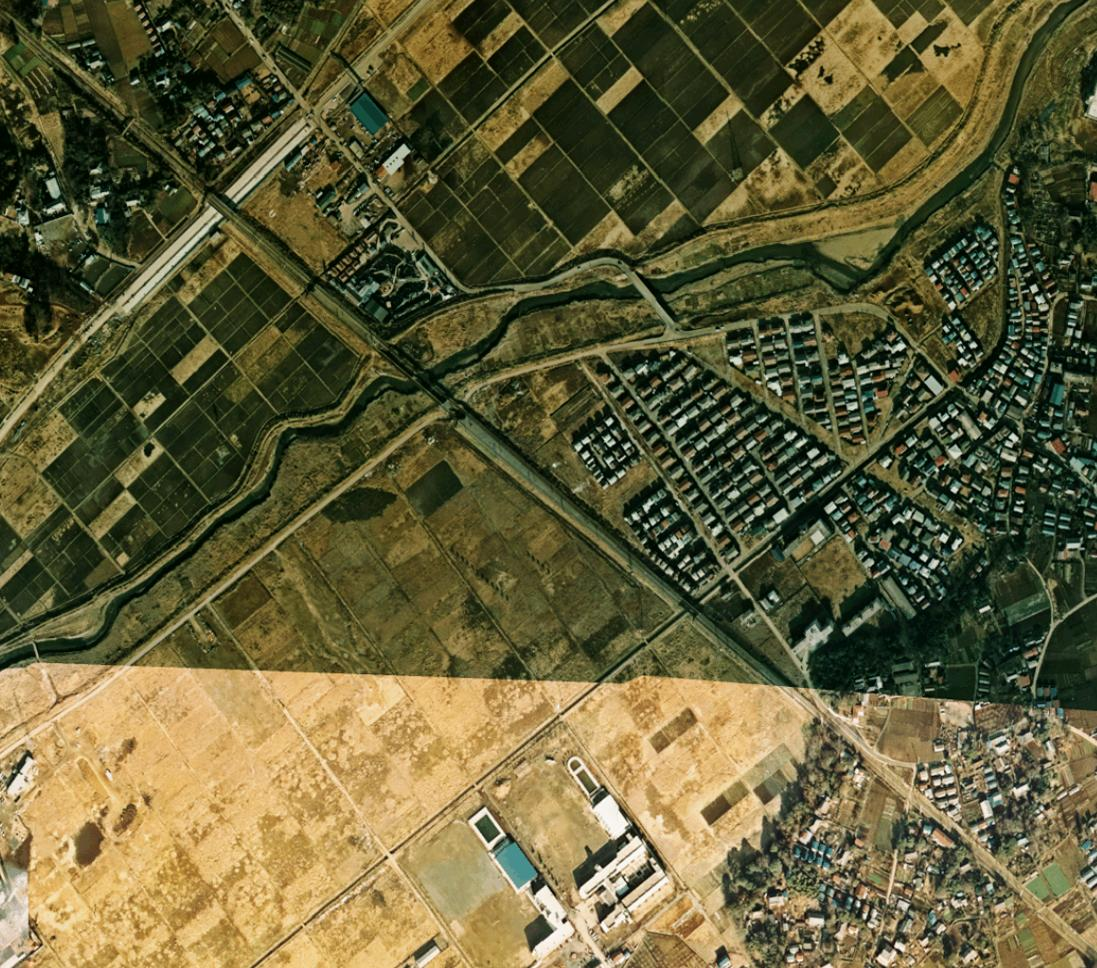
柳瀬川駅付近空中写真［1974年撮影 国土画像情報オルソ化空中写真（国土交通省）より］ 駅開業5年前。田が目立つ。

駅の北側すぐのところに、駅名の由来となった柳瀬川が流れている。春には土手に植えられている桜が咲き並び、また、露店なども出店されるため多数の花見客で賑わい、沿線の名所となっている。
駅西口には志木ニュータウンのマンションが広がり、ベッドタウンの様相を呈している。タクシー乗り場（待機車あり）、志木市役所柳瀬川駅前出張所、志木市立柳瀬川図書館、志木市民体育館、朝霞警察署柳瀬川駅前交番、柳瀬川駅前郵便局、志木館郵便局、三井住友銀行志木ニュータウン支店、サミットストア、ぺあも〜る商店街（ショッピングモール）などがある。
西武台新座中学校・西武台高等学校・跡見学園女子大学新座キャンパスの最寄り駅であるが、当駅から各学校への路線バスは設定されていない。
駅東口は住宅街が広がっている。
柳瀬川を志木市役所方面へと向かうと、川から少しそれるが、志木市立第三小学校付近に志木市指定文化財「長勝院旗桜（チョウショウインハタザクラ）」という、世界に一つだけの新種とされる桜がある。
柳瀬川のさらに北側には国道463号（浦和所沢バイパス）が通っている。
- サミットストア 柳瀬川駅前店
- 志木市立柳瀬川図書館
- 志木市立志木第三小学校
- 志木市立志木中学校

### 路線バス
2024年3月まで国際興業バス（西浦和営業所）により志04系統（志木駅東口行き）が運行されていたが、系統廃止により2024年4月以降柳瀬川駅に乗り入れる路線バスは運行されていない。

## 隣の駅
東武鉄道
 東上本線
■TJライナー・■川越特急・■快速急行・■急行
通過
■準急・□普通
志木駅 (TJ 14) - 柳瀬川駅 (TJ 15) - みずほ台駅 (TJ 16)

### 利用状況
埼玉県統計年鑑
1. ↑  埼玉県統計年鑑（平成12年）
2. ↑  埼玉県統計年鑑（平成13年）
3. ↑  埼玉県統計年鑑（平成14年）
4. ↑  埼玉県統計年鑑（平成15年）
5. ↑  埼玉県統計年鑑（平成16年）
6. ↑  埼玉県統計年鑑（平成17年）
7. ↑  埼玉県統計年鑑（平成18年）
8. ↑  埼玉県統計年鑑（平成19年）
9. ↑  埼玉県統計年鑑（平成20年）
10. ↑  埼玉県統計年鑑（平成21年）
11. ↑  埼玉県統計年鑑（平成22年）
12. ↑  埼玉県統計年鑑（平成23年）
13. ↑  埼玉県統計年鑑（平成24年）
14. ↑  埼玉県統計年鑑（平成25年）
15. ↑  埼玉県統計年鑑（平成26年）
16. ↑  埼玉県統計年鑑（平成27年）
17. ↑  埼玉県統計年鑑（平成28年）
18. ↑  埼玉県統計年鑑（平成29年）
19. ↑  埼玉県統計年鑑（平成30年）
20. ↑  埼玉県統計年鑑（令和元年）
21. ↑  埼玉県統計年鑑（令和2年）
22. ↑  埼玉県統計年鑑（令和3年）

東武鉄道の1日平均乗降人員
1. 1 2 3  『駅別乗降人員 2024年度』（PDF）（レポート）東武鉄道、13頁。オリジナルの2025年5月19日時点におけるアーカイブ。2025年5月29日閲覧。
2. ↑  “駅情報（乗降人員）”.   東武鉄道. 2024年7月30日閲覧。
3. ↑  『駅別乗降人員 2021年度』（PDF）（レポート）東武鉄道、2024年、13頁。オリジナルの2024年5月18日時点におけるアーカイブ。
4. ↑  『駅別乗降人員 2022年度』（PDF）（レポート）東武鉄道、2024年、13頁。オリジナルの2024年5月18日時点におけるアーカイブ。
5. ↑  『駅別乗降人員 2023年度』（PDF）（レポート）東武鉄道、2024年、13頁。オリジナルの2024年5月18日時点におけるアーカイブ。